# Richard Schmidbauer
Richard Schmidbauer (* 15. November 1881 in Furth i. Wald; † 9. November 1975) war ein deutscher Bibliothekar und Bibliotheksleiter.

## Leben
Schmidbauers Vater, Heinrich Schmidbauer, war Geheimer Justiz-Rat und Notar. Seine Mutter war Adolphine, geb. Allé. Richard Schmidbauer besuchte das Gymnasium in München und studierte anschließend neuere, besonders romanische Philologie in München, Rom und Würzburg und wurde 1906 promoviert. Schon vorher – 1904 – war er Volontär, später Praktikant an der Staatsbibliothek Augsburg. 1906 wurde er zusätzlich Vorstand der Stadtbibliothek Augsburg, 1920 dann auch Direktor der Staatsbibliothek Augsburg. Er leitete ab 1920 also beide Bibliotheken in Personalunion. Die Stadtbibliothek Augsburg war von ihm mitgegründet worden. Schmidbauers besonderes Interesse lag in der Erschließung der Handschriften der Staatsbibliothek.
Schmidbauer war verheiratet mit Philippine Allé und hatte drei Kinder.

## Schriften
- Das Komische bei Goldoni, München 1906 (Würzburg, Univ., Diss., 1906).
- Einzel-Formschnitte des fünfzehnten Jahrhunderts in der Staats-, Kreis- und Stadtbibliothek Augsburg. Heitz, Strassburg 1909 (Einblattdrucke des 15. Jahrhunderts; [18]) (Digitalisat).
- Ein unbekanntes Augsburger Pestblatt des 15. Jahrhunderts, In: Albert Hartmann (Hrsg.): Festschrift für Georg Leidinger, zum 60. Geburtstag am 30. Dez. 1930. Schmidt, München 1930, S. 229–232.
- Die Augsburger Stadtbibliothekare durch vier Jahrhunderte (1537–1952). Verlag Die Brigg, Augsburg 1963 (Abhandlungen zur Geschichte der Stadt Augsburg; 10).